# Боровчанин, Снежана
Снежана Боровчанин (Snežana Borovčanin, род. 28 августа 1992 года, Соколац, Босния и Герцеговина) — боснийская биатлонистка и лыжница.

## Карьера
На крупных соревнованиях по лыжных гонках выступает с 2009 года. В 2013 года Боровчанин участвовала в Чемпионате мира в итальянском Валь-ди-Фьемме. Несколько раз она становилась призёром Балканского кубка по лыжным гонкам
Биатлоном спортсменка начала заниматься в 2011 году. С этого момента она выступает в Кубке IBU. Боровчанин участвовала на чемпионатах Европы по биатлону. В 2014 году она соревновалась на первенстве мира по летнему биатлону в Тюмени.